# Félix Salinas
Félix Salinas (11 de maig de 1939) és un futbolista peruà.
Va formar part de l'equip peruà a la Copa del Món de 1970.